# Eburia frankiei
Eburia frankiei är en skalbaggsart som beskrevs av Noguera 2002. Eburia frankiei ingår i släktet Eburia och familjen långhorningar.
Artens utbredningsområde är:
- Costa Rica.
- Panama.

Inga underarter finns listade i Catalogue of Life.